# Kirkandrews-on-Esk
Kirkandrews-on-Esk est une paroisse civile de Cumbria, située dans le nord-ouest de l'Angleterre. 